# Lucien Virmoux
Lucien Virmoux (n. aprilie 1899, Allier, Auvergne, Franța – d. 1987, Pyrénées-Atlantiques, Aquitaine, Franța), a fost un inginer aeronautic francez . A contribuit la nașterea industriei aviatice românești în perioada interbelică, realizând prototipul de vânătoare IAR CV 11 împreună cu omologul său român Elie Carafoli. El a propus și guvernului din Franța un proiect de avion de vânătoare, dar acesta nu a fost acceptat.

## Biografie
Lucien Virmoux a absolvit École centrale Paris (promoția 1923).